# Novîi Maidan, Derajnea
Novîi Maidan (în ucraineană Новий Майдан) este un sat în comuna Zharok din raionul Derajnea, regiunea Hmelnîțkîi, Ucraina.

## Demografie
Componența lingvistică a localității Novîi Maidan
     Ucraineană (97,96%)
     Rusă (2,04%)
Conform recensământului din 2001, majoritatea populației localității Novîi Maidan era vorbitoare de ucraineană (97,96%), existând în minoritate și vorbitori de rusă (2,04%).